# Erich Reuter

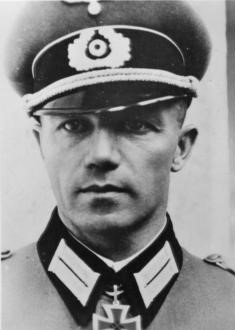
Oberstleutnant Erich Reuter zur Verleihung des Ritterkreuzes, November 1942.

Erich Reuter (* 30. März 1904 in Neuhückeswagen (Rheinland); † 30. Oktober 1989 in Wasserburg (Bodensee)) war ein deutscher Offizier, zuletzt Generalleutnant im Zweiten Weltkrieg.

## Leben
Erich Reuter trat am 1. April 1924 als Fahnenjunker in der Reichswehr ein. Hier diente er 1930, ab 1. Dezember 1927 Leutnant, in der 4. (MG)-Kompanie des 2. Infanterie-Regiments (Allenstein).
In der Wehrmacht war er ab 1. Oktober 1938 bis über den Beginn des Zweiten Weltkriegs hinaus im OKH. Hier war er, ab 1. Juli 1935 Hauptmann, 1939 bei der Waffenabteilung der Panzertruppe, Kavallerie und Heeresmotorisierung (In 6).
Mitte November 1940 wurde er Kommandeur des I. Bataillons beim Infanterie-Regiment 21 (Würzburg) bei der 17. Infanterie-Division, welche erst in Frankreich und ab Juni 1941 in Russland eingesetzt wurde. Ab Februar 1942 war er bis zur Umbenennung Mitte Oktober 1942 Kommandeur des Infanterie-Regiments 122 bei der 50. Infanterie-Division und in dieser Position wurde er am 1. April 1942 Oberstleutnant. Die Division kämpfte an der Ostfront in der ersten Schlacht um Sewastopol und war bei der Eroberung Sewastopols eingebunden. Im November 1942 ging er als Abteilungschef in das Heerespersonalamt im OKH. Am 1. Dezember 1942 wurde er zum Oberst befördert. Mit dem 1. April 1943 wurde er Adjutant der Heeresgruppe Süd, ab Ende März 1944 in Heeresgruppe Nordukraine umbenannt. Im Juli 1944 wurde Reuter Kommandeur der neu aufgestellten Grenadier-Brigade 1134.
Von Ende August 1944 bis Kriegsende war er Kommandeur der 46. Infanterie-Division, welche ab März 1945 46. Volksgrenadier-Division hieß. In dieser Position wurde er am 1. November 1944 zum Generalmajor und dann am 20. April 1945 zum Generalleutnant befördert. Von Oktober bis Ende 1944 kämpfte die Division u. a. im Mátra-Gebirge, ging dann zur Verteidigung in die „Margarethe-Stellung“. Sie musste sich über Mähren zurückziehen, war im März 1945 Teil der Plattenseeoffensive und kapitulierte am 8. Mai 1945 vor der Roten Armee in Deutsch-Brod. In sowjetischer Kriegsgefangenschaft kam er, da er nicht kooperierte, für ein Jahr gemeinsam u. a. mit Generalleutnant Werner Ranck vom Arbeitslager in das Diszipliargefängnis Nowotscherkask. 1950 wurde er erneut durch ein Moskauer Militärtribunal verurteilt.
Er kam mit einem Heimkehrertransport im Oktober 1955 aus der sowjetischer Kriegsgefangenschaft in das Lager Friedland.
Nach dem Krieg wohnte Reuter in Ulm.

## Auszeichnungen (Auswahl)
- Eisernes Kreuz (1939) II. und I. Klasse
- Verwundetenabzeichen (1939) in Schwarz
- Infanterie-Sturmabzeichen in Silber
- Deutsches Kreuz in Gold am 12. März 1942
- Ritterkreuz des Eisernen Kreuzes mit Eichenlaub[6]
  - Ritterkreuz am 19. August 1942[7]
  - Eichenlaub am 21. Januar 1945 (710. Verleihung)